# 東約克郡 (英國國會選區)
東約克郡（英語：East Yorkshire），英國國會一郡選區，位於英格蘭約克郡-亨伯約克郡東瑞丁北部，包括七個地方選區。與昔日約克郡東瑞丁區同域。
自1997年創設以來一直支持保守黨。2010年大選自2001年起任當區議員格里戈利·奈特以47.5%選票連任。